# Physalis ingrata
Physalis ingrata ist eine Pflanzenart aus der Gattung der Blasenkirschen (Physalis) in der Familie der Nachtschattengewächse (Solanaceae).

## Beschreibung
Physalis ingrata ist eine 15 bis 50 cm hohe krautige Pflanze, die an der Basis verholzt oder eine verholzte Wurzel besitzt. Sie sind mit kurzen, rückwärts abgespreizten Trichomen besetzt. Die Laubblätter sind 3 bis 5 cm lang und 18 bis 25 mm breit, eiförmig und oben und unten mit kurzen, abstehenden bis etwas anliegenden Trichomen behaart. Die Blattstiele haben eine Länge von 7 bis 20 mm.
Die Knospen sind etwa 6 mm lang und 5 bis 6 mm breit. Die Blütenstiele sind 7 bis 12 mm lang. Zur Blütezeit ist der Kelch breit langgestreckt bis halbkugelförmig oder etwas glockenförmig, 6 bis 9 mm lang und an der Basis der Kelchlappen 5 bis 6 mm breit. Die Kelchlappen sind lanzettlich-eiförmig bis dreieckig, leicht zugespitzt und 3 bis 5 mm lang. Die Krone ist glockenförmig, gelblich und dunkel gefleckt. Sie wird 10 bis 12 mm lang und 7 bis 12 mm breit. Die Staubbeutel sind nahezu langgestreckt, 3 bis 4 mm lang und gelblich und bläulich oder grünlich-blau überhaucht. Sie stehen an unbehaarten Staubfäden mit einer Länge von 3 bis 4 mm.
Die Frucht ist eine etwa 8 mm durchmessende Beere, die von einem sich vergrößernden Kelch umschlossen wird. Sie ist aufsitzend oder steht an einem etwa 0,5 mm langen Stiel. Der Kelch erreicht eine Länge von 17 bis 20 mm und einen Durchmesser von 11 bis 12 mm.

## Verbreitung
Die Art ist in Honduras verbreitet.